# Friedl Pfeifer
Friedl Pfeifer (* 23. März 1911 in St. Anton am Arlberg; † 26. Februar 1995 in Paradise Valley, Arizona) war ein österreichisch-US-amerikanischer Skirennläufer.

## Biografie
Pfeifer wuchs im Tiroler Skisportort St. Anton auf. Das Skifahren erlernte er auf dem Weg zwischen seinem Elternhaus und der Schule, den er im Winter auf Skiern bewältigte. Im Alter von 14 Jahren kam er in die Skischule von Hannes Schneider. Als 18-Jähriger absolvierte er die Prüfung zum Bergführer. Vier Jahre später wurde er Mitglied der österreichischen Skinationalmannschaft. Sein jüngerer Bruder Albert (1919–1943) war ebenfalls Skirennläufer.
Zwischen 1933 und 1937 nahm Pfeifer viermal an Alpinen Skiweltmeisterschaften teil. 1935 gewann er im schweizerischen Mürren zeitgleich mit dem Franzosen François Vignole die Bronzemedaille im Slalom. 1936 entschied er in seinem Heimatort als erster Österreicher seit acht Jahren die Kombinationswertung des Arlberg-Kandahar-Rennens für sich und siegte im gleichen Jahr auch in der Abfahrt beim internationalen Hahnenkammrennen in Kitzbühel. Eine Teilnahme an den Olympischen Winterspielen 1936 in Garmisch-Partenkirchen, bei denen erstmals alpine Wettbewerbe auf dem Programm standen, blieb ihm versagt, nachdem der Österreichische Skiverband sich nach Auseinandersetzungen mit dem IOC über die Einstufung von Skilehrern als Profis dazu entschlossen hatte, auf einen Start zu verzichten.
1938 verließ Pfeifer Österreich und übersiedelte in die Vereinigten Staaten, wo er später auch die Staatsbürgerschaft erhielt. Er gewann 1939, 1940 und 1941 den Slalom des Harriman Cups – 1941 zudem die Kombination, siegte 1940 im ersten Silver Belt und gewann 1939 sowie 1940 die US-Slalommeisterschaften in der offenen Klasse. Nach Beendigung seiner aktiven Laufbahn wurde er Leiter einer Skischule in Sun Valley, Idaho. Im Rahmen der Ausbildung der 10th Mountain Division durch Schneider in Camp Hale während des Zweiten Weltkriegs lernte er den Wintersportort Aspen in Colorado kennen.
Nach seiner Verwundung im Italienfeldzug, durch die er einen Teil der Lunge verlieren sollte, kehrte er dorthin zurück und gründete mit zwei Divisionskameraden eine Skischule. Mit seiner Hilfe konnten die Skigebiete am Aspen Mountain (Ajax) und am Buttermilk Mountain erschlossen werden.
Während dieser Zeit veranstaltete er Profiskirennen, trainierte das US-Damen-Team und etablierte den populären Parallelslalom.
1980 wurde er in die U.S. Ski and Snowboard Hall of Fame aufgenommen.

## Statistik
| Weltmeisterschaften - Alpine Skiweltmeisterschaften 1933 - Lange Abfahrt: 8. (inoffiziell) - Abfahrt: 6. - Slalom: 8. - Kombination: 6. - Alpine Skiweltmeisterschaften 1935 - Slalom: 3. - Abfahrt: 6. - Kombination: 4. - Alpine Skiweltmeisterschaften 1936 - Abfahrt: 11. - Alpine Skiweltmeisterschaften 1937 - Abfahrt: 14. - Slalom: 23. - Kombination: 17. |

## Audio
- Marie-Claire Messinger (Enkelin), Nicole Dietrich: The Sound of Skiing. Die Geschichte des Tiroler Skipioniers Friedl Pfeifer. Hörbilder, 13. Februar 2010.